# 馬羅阿 (亞馬遜州)
馬羅阿（西班牙語：Maroa），是委內瑞拉的城鎮，位於該國南部亞馬遜州，是馬羅阿市的首府，該鎮面積14,250平方公里，2011年人口890，人口密度為每平方公里0.06人。